# Polygala stenophylla
Polygala stenophylla är en jungfrulinsväxtart som beskrevs av Asa Gray. Polygala stenophylla ingår i släktet jungfrulinssläktet, och familjen jungfrulinsväxter. Inga underarter finns listade i Catalogue of Life.